# Chasie di jesojme
Chasie di jesojme (Chasia, die Waise, polnischer OT Sierota Chasia) war ein Stummfilm aus dem russischen Polen von 1912. Der Regisseur Andrzej Marek hat ihn nach einem eigenen Drehbuch realisiert, welches auf dem gleichnamigen, bereits im Jahr 1903 erschienenen Theaterstück von Jakob Gordin fußte. Die Schauspieler kamen aus der Familie und dem jiddischen Theater von Abraham Alter Fiszzon in Warschau. Die Titelrolle spielte Mania Arko.

## Handlung
Das Bühnenstück von Jakob Gordin erzählt die Geschichte des armen Waisenmädchens Chasje, das unerfahren vom Lande kommt, in der Stadt im Hause ihrer Tante Aufnahme findet und von ihrem leichtfertigen Vetter verführt wird.

## Hintergrund
Der Film wurde von der Gesellschaft Kantor Zjednoczonych Kinematografów "Siła" (deutsch Stärke) des Warschauer Produzenten Mordka (Mordechaj) Towbin hergestellt und hatte eine Länge von 1000 Metern auf 4 Akten. Aufgenommen wurde er von dem Operateur Stanisław Sebel in und um Vilnius in Litauen. Er wurde im Jahr 1912 in Polen unter dem polnischen Titel Sierota Chasia uraufgeführt.

## Rezeption
Nahum Lipowski verfilmte Gordins Bühnenstück noch im selben Jahr als Chasia sierotka mit seiner Truppe im lettischen Dvinsk ein weiteres Mal. Er führte Regie, schrieb sich das Drehbuch und wirkte als Darsteller mit. Produziert hat den Film ebenfalls Mordka Towbin.